# Saurenchelys lateromaculatus
Saurenchelys lateromaculatus är en fiskart som först beskrevs av D'ancona 1928.  Saurenchelys lateromaculatus ingår i släktet Saurenchelys och familjen Nettastomatidae. Inga underarter finns listade i Catalogue of Life.